# Karoliina Lahdenperä
Karoliina Lahdenperä, född 13 februari 1982 i Vasa, Finland, danslärare, vinnare av Floor Filler 2006. Gick på Balettakademien 2001-2004.